# Cymoksaton
Cymoksaton – organiczny związek chemiczny z grupy odwracalnych inhibitorów MAO.
Nigdy nie został wprowadzony do sprzedaży – wykazywał bardzo wyraźne, negatywne interakcje z tyraminą.